# Selenocosmia aruana
Selenocosmia aruana är en spindelart som beskrevs av Embrik Strand 1911. Selenocosmia aruana ingår i släktet Selenocosmia och familjen fågelspindlar. Inga underarter finns listade i Catalogue of Life.